# 贝尔贡多
贝尔贡多，是西班牙加利西亚自治区拉科鲁尼亚省的一个市镇。总面积33km², 总人口6223人（2001年），人口密度189人/km²。